# Янг, Чарльз Дюк
Чарльз Дюк Янг (англ. Charles Duke Yonge; 1812—1891) — английский историк.
Его работы: «History of England to the Peace of Pans 1856—57» (2-е изд., 1871); небольшие параллельные биографии Эпаминонда, Густава-Адольфа, Филиппа, Фридриха Великого, в подражание Плутарху (1858); «Life of the Duke of Wellington» (1860); «History of the British Navy» (1863); «History of France under the Bourbons» (1866); «The Life and Times of Lord Liverpool» (1868); «Life of Mane Antoinette» (1876); «History of the English Revolution of 1688», продолжение труда Галлама (1874) и др.